# Adrian Orange
Pour les articles homonymes, voir Orange.
Adrian Orange est né aux États-Unis en 1986. Il est le musicien principal et chanteur du groupe Thanksgiving de Portland en Oregon. Orange a souvent été appelé un « enfant prodige » parce que ses paroles et musiques sont pour certains d'une maturité surprenante.
En 2002, à l'âge de seize ans, il fait son premier disque We Could Be Each Other's Evidence suivi de Nothing. En 2003, paraissent Now It is All Over Like the Birds et Welcome Nowhere, sa première collaboration avec Phil Elverum (en) (avec qui il travaillera davantage). En 2005, Adrian Orange écrit et produit un album éponyme sous forme de trois disques trente-trois tours, un rouge, un blanc et un bleu (pour faire allusion au drapeau des États-Unis, de façon ironique).
En 2006, Adrian Orange décide de ne plus utiliser le nom Thanksgiving et signe l'album Bitches is Lord de son propre nom.
Adrian Orange est aussi le cofondateur du label de disque indépendant de Portland Marriage Records (en).
Il est le batteur du trio de musique instrumentale The Watery Graves of Portland.
En août 2008, l'étiquette de disque d'Olympia, Washington "K Records" a fait paraître le disque Adrian Orange and her Band enregistré au studio Dub Narcotic.  Ce disque a été fait avec une dizaine d'autres musiciens de la région.